# 펠릭스 브리히
펠릭스 브리히(독일어: Felix Brych, 1975년 8월 3일, 바이에른주 뮌헨 ~ )는 독일의 축구 심판이다. 뮌헨에 거주하며, 브리히는 2004년에 분데스리가 주심으로 데뷔하였고, 2003년에서 2008년까지 K리그 심판을 맡기도 하였다.
2007년에는 FIFA 국제 경기 주관 자격을 획득하였다. 그는 같은 해 10월에 첫 성인 국가대항전 주심을 맡았는데, 이 경기에서 루마니아가 UEFA 유로 2008 예선 G조에서 룩셈부르크를 상대로 2-0 승리를 거두었다. 2008년 2월, 그는 파나티나이코스 FC와 레인저스 FC의 UEFA컵 2007-08 32강전을 주관하였고, 2008년 10월에는 리버풀 FC와 PSV 에인트호번 간의 UEFA 챔피언스리그 2008-09 D조 경기를 관장하였다. 2008년 12월에는 K리그 2008 챔피언결정전 2차전을 주관하기도 하였다. 2011년 10월, 그는 맨체스터 유나이티드 FC와 FC 오첼룰 갈라치간의 UEFA 챔피언스리그 2011-12 C조 경기를 주관하였고, 그는 네마냐 비디치를 퇴장시켜 논란을 야기하였다. 2012년 4월 18일, 그는 첼시 FC와 FC 바르셀로나 간의 UEFA 챔피언스리그 2011-12 준결승 1차전을 주관하였고, 이 경기에서 첼시는 1-0 신승을 거두었다.
사회에서 브리히는 법학 박사이며, 스포츠에 관한 박사 논문을 작성하였다.

## 심판 경력

### FIFA 월드컵
2014년 FIFA 월드컵
- 2014년 6월 14일:  우루과이 -  코스타리카 (조별 리그)
- 2014년 6월 22일:  벨기에 -  러시아 (조별 리그)

2018년 FIFA 월드컵
- 2018년 6월 22일:  세르비아 -  체코슬로바키아 (조별 리그)

### FIFA 컨페더레이션스컵
2013년 FIFA 컨페더레이션스컵
- 2013년 6월 22일:  일본 -  멕시코 (조별 리그)

### UEFA 유럽 축구 선수권 대회
UEFA 유로 2016
- 2016년 6월 16일:  잉글랜드 -  웨일스 (조별 리그)
- 2016년 6월 22일:  스웨덴 -  벨기에 (조별 리그)
- 2016년 6월 30일:  폴란드 -  포르투갈 (8강전)